# Ciranjang-hilir
Ciranjang-hilir är en ort i Indonesien.   Den ligger i provinsen Jawa Barat, i den västra delen av landet, 80 km sydost om huvudstaden Jakarta. Ciranjang-hilir ligger 266 meter över havet och antalet invånare är 77 758.
Terrängen runt Ciranjang-hilir är platt åt nordväst, men åt sydost är den kuperad.Runt Ciranjang-hilir är det tätbefolkat, med 881 invånare per kvadratkilometer. Det finns inga andra samhällen i närheten. I omgivningarna runt Ciranjang-hilir växer i huvudsak städsegrön lövskog.